# 喙尖杜鹃
喙尖杜鹃（学名：Rhododendron esetulosum），为杜鹃花科杜鹃花属下的一个种。

## 扩展阅读
維基物種上的相關：喙尖杜鹃